# تولپی‌پرازول
تولپی‌پرازول (انگلیسی: Tolpiprazole) (نام کد توسعه H-4170) یک داروی ضد اضطراب از گروه فنیل‌پیپرازین است که هرگز به بازار عرضه نشد.